# Камлот
Камло́т (фр. camelot — тканина з вовни ангорської кози) — щільна бавовняна або вовняна тканина з чорних та коричневих ниток. Переважно використовувалася для пошиття чоловічого селянського одягу.